# Audoíno
Audoíno ou Aldoíno foi rei dos lombardos de 546 a 560. Sob seu comando os lombardos se tornaram federados do Império Bizantino (541), após assinarem um tratado com o imperador Justiniano, que lhes concedeu os territórios da Panônia e ao norte dela. A partir de 551 Audoíno foi obrigado a enviar tropas para servir sob o comando de Narses, na Itália, durante a Guerra Gótica, contra os ostrogodos. No ano seguinte (552), Audoíno enviou mais de cinco mil homens para combater (e derrotar) os godos nas encostas do Vesúvio.
Audoíno morreu em 563 ou 565, e foi sucedido por seu filho, Alboíno, que levou os lombardos à Itália.
Casou-se com Rodelinda, filha de Amalaberga e Hermanfrido, rei dos turíngios.
| Precedido por: Valtário | Rei lombardo 546–560 | Sucedido por: Alboíno |